# Maurice Obstfeld
Maurice Obstfeld, né le 19 mars 1952 à New York, est un économiste américain spécialiste de l'économie internationale. Il est professeur à l'université de Berkeley depuis 1989.

## Biographie

### Jeunesse et études
Maurice Obstfeld obtient un Bachelor of Arts (licence) en mathématiques à l'université de Pennsylvanie. Il passe ensuite un Master of Arts dans la même discipline au King's College de Cambridge. 
De 1975 à 1979, prépare un doctorat en économie au Massachusetts Institute of Technology. Sa thèse, dirigée par Rudiger Dornbusch, a pour titre Capital Mobility and Monetary Policy under fixed Exchange Rates.

### Parcours professionnel
Maurice Obstfeld est recruté à l'université Columbia en 1979. Il y reste jusqu'en 1986. A cette date, il enseigne à l'université de Pennsylvanie. Il est recruté en tant que professeur à l'université de Berkeley en 1989, où il demeure titulaire. Il est visiting professor à l'université Harvard en 1989 et en 1991.
Obstfeld a servi comme conseiller honoraire de la Banque du Japon au sein de son Institut d'études monétaires et économiques. 
Le 3 juin 2014, il est nommé conseiller au sein du Council of Economic Advisers qui siège à la Maison-Blanche pour assister le président Barack Obama. 
Le 8 septembre 2015, il prend les fonctions de conseiller économique et directeur des études du Fonds monétaire international en remplacement d'Olivier Blanchard. Christine Lagarde salue alors sa nomination au FMI avec le commentaire suivant : « Je suis enchantée que Maurice nous rejoigne au Fonds. Sa remarquable carrière de chercheur et sa très large expérience internationale font de lui une personnalité extrêmement bien placée pour assumer le leadership intellectuel du FMI à un moment important de son histoire ».
En octobre 2018, partant à la retraite, Maurice Obstfeld est remplacé par Gita Gopinath.

## Publications
Maurice Obstfeld est auteur de nombreux articles, portant le plus souvent sur des questions monétaires. Un certain nombre de ces articles ont été coécrits avec Kenneth Rogoff. Par ailleurs, il a publié deux manuels de macroéconomie internationale largement utilisés. L'un, écrit en collaboration avec Paul Krugman, est une introduction au sujet, l'autre coécrit avec Rogoff, s'adresse à des étudiants plus avancés. 
- International Economics. Theory and Policy avec Paul Krugman, Scott, Foresman/Little, Brown, 1988
- Foundations of International Macroeconomics, avec Kenneth Rogoff (MIT Press, septembre 1996)
- Global Capital Markets: Integration, Crisis and Growth, avec Alan Taylor Cambridge University Press, 2004